# Haliclona amphioxa
Haliclona amphioxa är en svampdjursart som först beskrevs av de Laubenfels 1950.  Haliclona amphioxa ingår i släktet Haliclona och familjen Chalinidae.
Artens utbredningsområde är Bermuda. Inga underarter finns listade i Catalogue of Life.